# ياكيما كانوت
ياكيما كانوت (بالإنجليزية: Yakima Canutt)‏ مواليد 29 نوفمبر 1895 في واشنطن، الولايات المتحدة - الوفاة 24 مايو 1986 في لوس أنجلوس، كاليفورنيا، الولايات المتحدة، هو ممثل ومخرج أمريكي بدأ مسيرته الفنية سنة 1912. امتدت مسيرته الفنية لأكثر من 63 عاما.

## الأعمال
- عربة الجياد
- ذهب مع الريح
- إيفانهوي
- بن هور
- القط بالو
- الخرطوم

## روابط خارجية
- ياكيما كانوت على موقع IMDb (الإنجليزية)
- ياكيما كانوت على موقع أول موفي (الإنجليزية)
- ياكيما كانوت على موقع قاعدة بيانات الأفلام السويدية (السويدية)
- ياكيما كانوت على موقع إن إن دي بي (الإنجليزية)
- ياكيما كانوت على موقع قاعدة بيانات الفيلم (الإنجليزية)